# Oster (fiume)
L'Oster ([in ucraino Остер?) è un fiume dell'Ucraina, situato nell'oblast' di Černihiv. È un affluente sinistro del fiume Desna.
Il fiume riceve le acque di 65 affluenti minori ed è collegato, tramite alcuni canali, al fiume Trubiž che a sua volta affluisce nel Dnepr. Nel punto dove l'Oster confluisce nel Desna si trovano alcuni centri abitati: Nižyn, Oster e Kozelec'.
L'acqua del fiume è curativa per la presenza di iodio.